# بياتريس دي أفيسنيس
بياتريس دي أفيسنيس (بالفرنسية: Béatrice d’Avesnes)‏ (توفيت. 1321) هي كونتيسة لوكسمبورغ القرينة من خلال زواجها من هاينريش السادس؛ هي أبنة بالدوين دي أفيسنيس وفيليزتاز من كوسي، هي حفيدة بوشار الرابع دي أفيسنيس ومارغريت الثانية، كونتيسة فلاندرز، وهي والدة هنري السابع، إمبراطور روماني مقدس.